# حسین فتاحی (نظامی)
حسین فتاحی سرتیپ‌دوم سپاه پاسداران انقلاب اسلامی است، که در دورهٔ نهم مجلس شورای اسلامی، به‌عنوان نماینده شهربابک از استان کرمان در مجلس حضور داشت و از اعضای کمیسیون صنایع و معادن مجلس شورای اسلامی بود.
وی در انتخابات دوره یازدهم مجلس شورای اسلامی به دلایل نامشخص رد صلاحیت شد. فتاحی از اوایل دهه ۱۳۸۰ تا سال ۱۳۸۴ جانشین فرمانده لشکر ۴۱ ثارالله بود و از ۱۳۸۴ تا ۱۳۸۵ به‌عنوان جانشین فرمانده قرارگاه قدس فعالیت می‌کرد.